# Satyricon (Band)
Satyricon ist eine im Jahr 1990 unter dem Namen Eczema gegründete Black-Metal-Band aus Norwegen, welche seit 1994 ausschließlich aus Sigurd „Satyr“ Wongraven und Kjetil „Frost“ Haraldstad besteht (die beide keine Gründungsmitglieder waren), die gelegentlich von Gastmusikern wie etwa Tomas „Samoth“ Haugen (Emperor), Snorre „Blackthorn“ Ruch (Thorns) und Ted „Nocturno Culto“ Skjellum (Darkthrone) unterstützt werden.

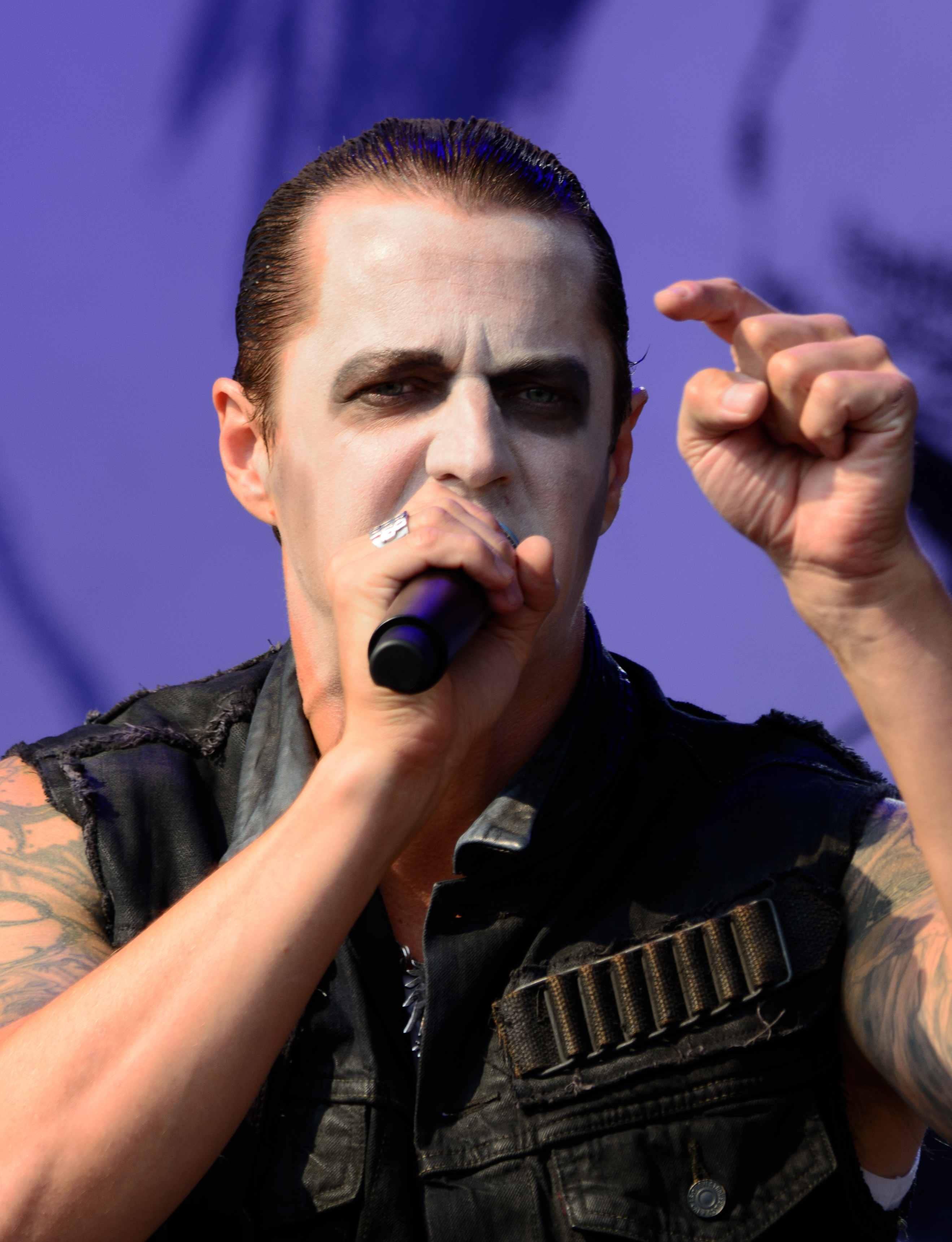
Sänger Sigurd „Satyr“ Wongraven auf dem Elbriot 2018

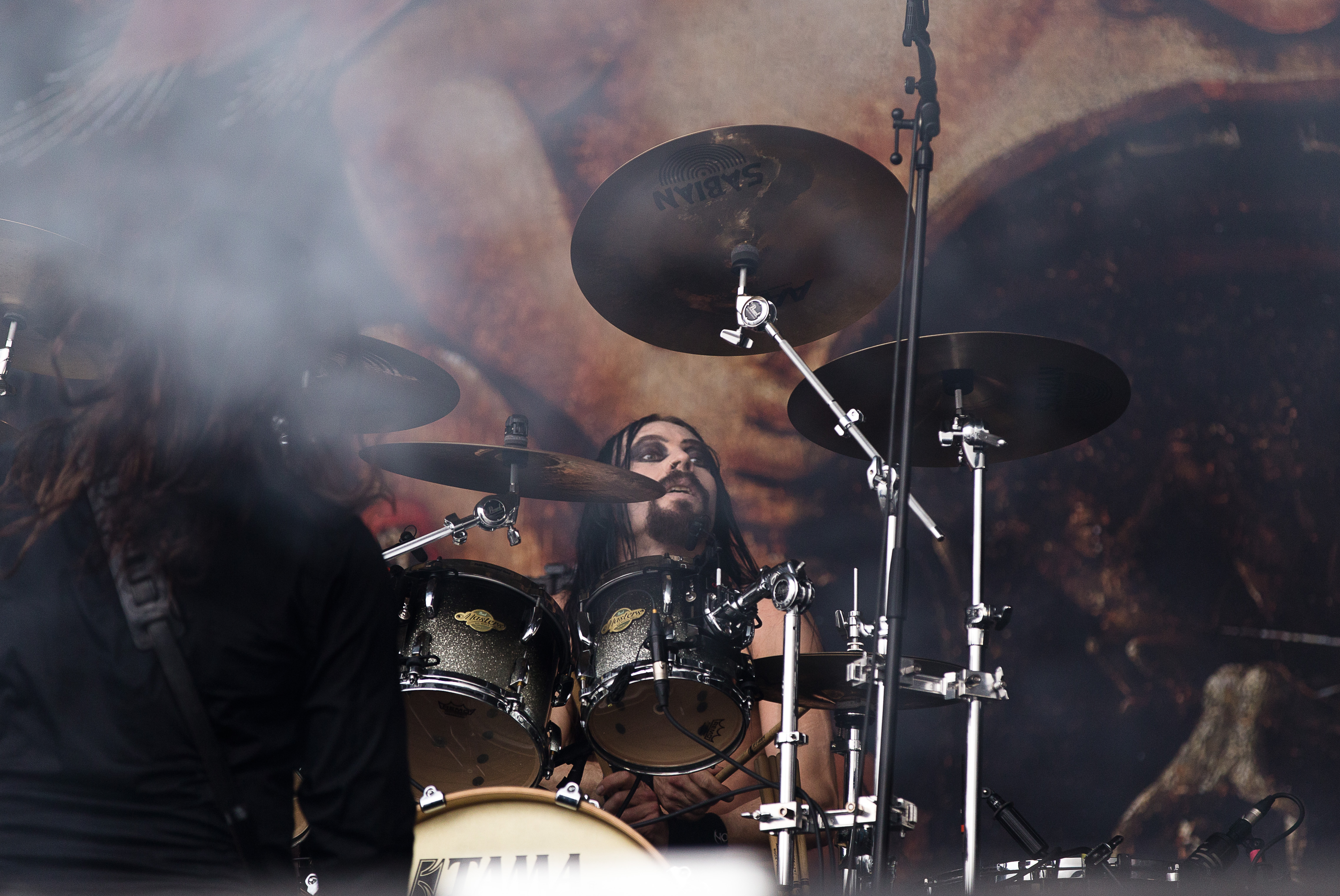
Schlagzeuger Kjetil „Frost“ Haraldstad auf dem Rockharz 2016

## Bandgeschichte
Nach den Demos All Evil und The Forest Is My Throne erschien 1993 Satyricons Debütalbum Dark Medieval Times. In den 1990ern näherte die Band sich der kommerziellen Presse: während Satyr in den frühen 1990er Jahren in der Zeitschrift Rock Furore „in einem Bericht über Rassismus im Black Metal die Hauptrolle spielte“, erhielt er „in der Boulevardzeitung Dagbladet die komplette ‚Rockstar-Behandlung‘, wobei der zweiseitige Artikel sich darauf konzentriert, dass Wongraven italienische Designerkleidung mag“. Mit Rebel Extravaganza erfolgte sowohl ein stilistischer als auch optischer Wandel, was viele Fans zunächst abschreckte. Laut Satyr hätte Mayhem das im Jahr 2000 erschienene Album Grand Declaration of War nicht zu veröffentlichen gewagt, wenn Satyricon nicht mit Rebel Extravaganza für eine breitere Akzeptanz eines progressiven Black Metal gesorgt hätte.
Das fünfte Album Volcano, auf dem die Band von der norwegischen Singer-Songwriterin Anja Garbarek unterstützt wurde, schlug wieder einen stilistisch anderen Weg ein. Es enthielt sowohl Hard-Rock-Anleihen (zum Beispiel im Lied Fuel for Hatred), als auch Einflüsse aus harter elektronischer Musik. Das Album wurde außerdem mit dem norwegischen Pendant zum Grammy, dem Spellemannprisen, in der Kategorie Bestes Metalalbum ausgezeichnet.
Ebenso große Aufmerksamkeit konnte Satyricon erringen, als sie als eine der ersten Bands aus dem Black-Metal-Umfeld einen Vertrag mit einem Major-Label (Virgin Records/EMI Group) unterzeichnete. Deshalb wird der Gruppe in der konservativen Black-Metal-Szene bisweilen vorgeworfen, als einer der Wegbereiter des norwegischen Black Metal ihre Wurzeln vergessen zu haben und geldgierig zu sein.
Im Februar des Jahres 2006 schloss Satyricon die Arbeiten an ihrem sechsten Studioalbum Now, Diabolical ab. Veröffentlicht wurde es am 24. April über Sony BMG in Norwegen sowie über Roadrunner Records in Europa. Für den US-amerikanischen Markt legte man den 13. Juni fest. Vertrieben wird das Album in den Vereinigten Staaten von Century Media. Die US-amerikanische Version enthält neben dem Bonus-Titel Storm (of the Destroyer) auch das Musikvideo zum Titel K.I.N.G.
Am 18. August 2008 gab Satyricon bekannt, dass die Arbeiten am neuen Album The Age of Nero abgeschlossen seien. Das Album erschien am 3. November, vorab wurden am 2. Juni die EP My Skin Is Cold und am 20. Oktober die Single Black Crow on a Tombstone veröffentlicht. Im November und Dezember tourte die Band durch Europa und Indien.
2009 stieg der Live-Bassist Victor Brandt aus, der durch Anders „Neddo“ Odden (Ex-Cadaver, Ex-Apoptygma Berzerk) ersetzt wurde.
Seit der Tour zum achten Studioalbum Satyricon, die am 7. November 2013 in Kopenhagen begann, ist Diogo „Yogy“ Bastos, Gitarrist der Luxemburger Bands Scarred und Abstract Rapture, Live-Gitarrist bei Satyricon.
Am 10. Juni 2022 veröffentlichte die Band ein Soundtrack-Album "Satyricon & Munch". Das Album enthält Musik, die für die Sonder-Ausstellung „Satyricon & Munch“ geschaffen wurde, die von April bis August 2022 im Munch-Museum Oslo zu sehen war. In diesem Werk wurden Motive aus Leben und Werk des norwegischen Künstlers Edvard Munch verarbeitet. In der Ausstellung war in einem abgedunkelten Raum eine Videoinstallation mit Bildern von Munch zu sehen, zu der die Musik von Satyricon abgespielt wurde.

## Stil
Auf dem ersten Demo All Evil spielte Satyricon einen stark thrash- und death-metal-lastigen Stil, auf dem zweiten Demo The Forest Is My Throne einen primitiven, an Bathory angelehnten Stil. Die Folk-Elemente des Debütalbums Dark Medieval Times wurden auf dem Nachfolger The Shadowthrone reduziert; mit diesem und dem Nachfolger Nemesis Divina orientierte sich Satyricon am traditionellen Black Metal; The Shadowthrone erinnert mit seinen nordischen Elementen wie dem Klargesang und der Thematik bei Vikingland an den Viking Metal, wird diesem aber nicht zugeordnet. Nemesis Divina hat einen brutaleren und intensiveren Klang und legte das Fundament für den Klang ihrer späteren Veröffentlichungen, der sich langsam abzeichnete. Während aber im traditionellen Black Metal grundsätzlich auf eine puristische Produktion geschworen wird, setzte Satyricon auf einen Klang, der „im Gegensatz zu anderen Veröffentlichungen aus dem Norden scharf wie eine Rasierklinge ist“. Mit Nemesis Divina wurden die Kompositionen abwechslungsreicher, komplexer und hatten einen höheren technischen Standard, die Produktion wurde sauberer und klarer als viele andere Aufnahmen aus der norwegischen Black-Metal-Szene. Außerdem merkte Satyr an, dass er und Samoth im Gegensatz zu Frost keine Satanisten seien. Mit Megiddo – Mother North in the Dawn of a New Age wurde die Band experimenteller und irritierte besonders mit einem Remix von Apoptygma Berzerk. Die Texte der frühen Aufnahmen drehen sich üblicherweise um „Wälder, Schlösser, Schlösser im Wald, etc.“.
Ab den späten 1990er Jahren nahm die Band zunehmend Rock-Einflüsse in ihre Musik auf und entfernte sich von ihrem ursprünglichen Stil. Während die Entwicklung der Band bei Sputnikmusic als Annäherung an den Black Metal der ersten Welle bezeichnet wird, heißt es auf der Seite DeathMetal.Org, The Age of Nero klinge wie „beliebiger Groove Metal mit oberflächlicher Black-Metal-Behandlung“. Die Musik wurde als „massentaugliche, eingängige, geistlose Rock-’n’-Roll-Version von Black Metal“ kritisiert, die Euronymous’ Idealen und der Weltanschauung der frühen Szene zuwider und fern von allem sei, was beim Rezensenten und anderen das Interesse an dieser Musik erweckte. In dieser Musik gebe es „keine Spur von Leidenschaft“. „Diese Sorte von kapitalistischem Black Metal“ führe zu einem eigenen Genre. Gunnar Sauermann vom Metal Hammer zufolge ist aus Satyricon eine „Pseudo-Black-Pop- (und populäre) Band“ geworden.

## Diskografie

### Studioalben
- 1993: Dark Medieval Times
- 1994: The Shadowthrone
- 1996: Nemesis Divina
- 1999: Rebel Extravaganza
- 2002: Volcano
- 2006: Now, Diabolical
- 2008: The Age of Nero
- 2013: Satyricon
- 2015: Live at the Opera
- 2017: Deep Calleth upon Deep
- 2022: Satyricon & Munch

### Kompilationen
- 1998: Picture Disc Box (Boxset)
- 2002: Ten Horns – Ten Diadems

### EPs
- 1997: Megiddo – Mother North in the Dawn of a New Age
- 1999: Intermezzo II
- 2008: My Skin Is Cold

### Demos
- 1992: All Evil
- 1993: The Forest Is My Throne

### Singles
- 2006: K.I.N.G
- 2008: Black Crow on a Tombstone

### Splits
- 1995: The Forest Is My Throne/Yggdrasill (Split-CD mit Enslaved)

### Beiträge für Sampler
- 1996: Skyggedans (alternativer Mix) und Born for Burning auf Crusade From the North
- 1998: Born for Burning auf In Conspiracy with Satan – A Tribute to Bathory
- 1998: Kathaarian Life Code auf Darkthrone Holy Darkthrone – Eight Norwegian Bands Paying Tribute
- 2000: Electric Renaissance auf Moonfog 2000 – A Different Perspective
- 2001: I Got Erection auf Alpha Motherfuckers – A Tribute to Turbonegro

### Videoalben
- 1996: Mother North (VHS)
- 2001: Roadkill Extravaganza (VHS/DVD)